# Jaime de Armiñán

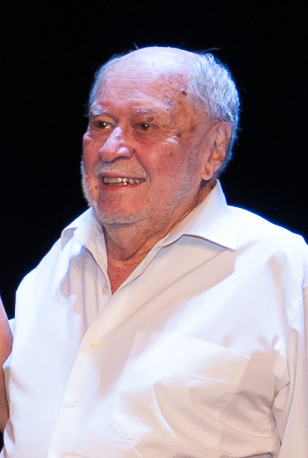
Jaime de Armiñán 2014

Jaime de Armiñán Oliver (* 9. März 1927 in Madrid; † 9. April 2024 ebenda) war ein spanischer Filmregisseur, Drehbuchautor und Schriftsteller.

## Leben
Armiñán wurde als Sohn der Schauspielerin Carmita Oliver und des Journalisten Luis de Armiñán in Madrid geboren. Sein Großvater war der Autor und Bildhauer Federico Oliver Crespo und seine Großmutter die Schauspielerin Carmen Cobeña. Armiñán studierte zunächst Jura an der Universität Complutense Madrid und war nach seinem Studium als Journalist und Theaterschriftsteller tätig. Es entstanden Theaterstücke wie Eva sin manzana (1952), Sinfonía acabada (1955) und Nuestro fantasma, das 1956 mit dem premio Lope de Vega ausgezeichnet wurde, sowie ab Ende der 1950er-Jahre auch Filmdrehbücher. Zunächst war Armiñán als Autor für das Fernsehen tätig und verfasste Bücher für verschiedene Fernsehserien. Eine längere Zusammenarbeit verbindet ihn mit Regisseur José María Forqué, für den er unter anderem die Drehbücher für Buscando a Mónica (1962), La becerrada (1963), El juego de la verdad (1963) und Tengo 17 años (1964) schrieb.
Armiñán führte erstmals 1959 bei der Fernsehserie Galería de maridos Regie. Sein Langfilmregiedebüt gab er 1969 mit der Musikkomödie Carola de día, Carola de noche. Bereits 1972 gelang ihm mit Mein geliebtes Fräulein der internationale Durchbruch. Das Filmdrama um eine ältere Frau, die erkennt, dass sie ein Mann ist und sich einer Geschlechtsumwandlung unterzieht, wurde 1973 für einen Oscar in der Kategorie Bester fremdsprachiger Film nominiert. Immer wieder thematisierte Armiñán in seinen Filmen unerfüllte Liebe, so in Die Liebe des Schülers Juan (1974), in dem sich ein zwölfjähriger Junge in seine Lehrerin verliebt, und Eine unmögliche Liebe (1980), in dem ein verwitweter Mann einem 13-jährigen Mädchen verfällt. Eine unmögliche Liebe wurde 1981 der zweite Film Armiñáns, der für einen Oscar als Bester fremdsprachiger Film nominiert wurde.
Mitte der 1980er-Jahre kehrte Armiñán zum Fernsehen zurück und drehte mehrere Folgen der Fernsehserien Cuentos imposibles, Der Torero und Una gloria nacional. Im Jahr 1995 erschien sein lange Zeit letzter Spielfilm als Regisseur, El palomo cojo, bevor er 2008 mit 14, Fabian Road auf die Kinoleinwand zurückkehrte. In der Regel schrieb Armiñán für seine Filme die Drehbücher selbst. Er war zudem regelmäßig als Journalist für Zeitungen wie ABC und El Mundo tätig.
Armiñán war ab 1956 mit der Schauspielerin Elena Santonja verheiratet; der Ehe entstammen drei Kinder.

## Filmografie (Auswahl)
- 1969: Carola de día, Carola de noche
- 1970: La Lola, dicen que no vive sola
- 1972: Mein geliebtes Fräulein (Mi querida señorita)
- 1973: Un casto varón español
- 1974: Die Liebe des Schülers Juan (El amor del capitán Brando)
- 1975: Der Veteran (Jo, papá)
- 1977: Nunca es tarde
- 1978: Im Dienste der spanischen Frau (Al servicio de la mujer española)
- 1980: Eine unmögliche Liebe (El nido)
- 1982: En septiembre
- 1985: Stico
- 1985: La hora bruja
- 1987: Mi general
- 1994: Al otro lado del túnel
- 1995: El palomo cojo
- 2008: 14, Fabian Road

## Publikationen (Auswahl)
- 1952: Eva sin manzana
- 1955: Sinfonía acabada – Theaterstück in drei Akten
- 1958: Biografía del circo
- 1958: Nuestro fantasma – Komödie in drei Akten
- 1962: Pisito de solteras – Komödie in zwei Akten
- 1963: Academia de baile – Komödie in zwei Akten
- 1965: El arte de amar – Komödie in zwei Akten
- 1966: Todas somos compañeros – Komödie in zwei Akten
- 1966: Tiempo y hora
- 1968: Las 12 caras de Juan
- 1993: El Cine de la Flor
- 1977: Los amantes encuadernados
- 1987: Los amores marginales
- 1989: Juncal
- 1999: La isla de los pájaros
- 2000: La dulce España: memorias de un niño partido en dos
- 2005: Media hora antes

## Auszeichnungen (Auswahl)
- 1972: Nominierung Gold Hugo/Bester Spielfilm, Chicago International Film Festival, für Mein geliebtes Fräulein
- 1974: Nominierung Goldener Bär, Internationale Filmfestspiele Berlin 1974, für Die Liebe des Schülers Juan
- 1978: Nominierung Gold Hugo/Bester Spielfilm, Chicago International Film Festival, für Nunca es tarde
- 1985: Nominierung Goldener Bär, Internationale Filmfestspiele Berlin 1985, für Stico
- 1987: Spezialpreis der Jury, Montreal World Film Festival, für Mi general
- 1988: Nominierung Internationaler Fantasyfilmpreis, Fantasporto, für La hora bruja
- 1994: Nominierung Goldener Bär, Internationale Filmfestspiele Berlin 1994, für Al otro lado del túnel
- 1995: Nominierung Goldene Muschel, Festival Internacional de Cine de San Sebastián, für El palomo cojo
- 1996: Nominierung Goya 1996, Bestes Drehbuch, für El palomo cojo
- 2013: Goya, Ehrenpreis